# Nan of the North
Pour plus de détails, voir Fiche technique et Distribution.
Nan of the North est un film américain de serial réalisé par Duke Worne, sorti en 1922.

## Fiche technique
- Titre : Nan of the North
- Réalisation : Duke Worne
- Scénario : Karl R. Coolidge
- Pays d'origine : États-Unis

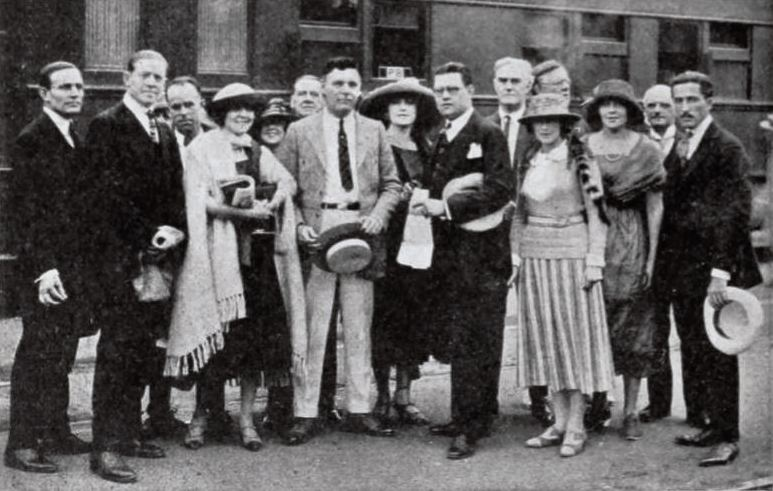
L'équipe du film Nan of the North

- Format : Noir et blanc - 1,33:1 - Film muet
- Genre : Aventure
- Date de sortie : 1922

## Distribution
- Ann Little : Nan
- Tom London : Dick Driscoll
- Joseph W. Girard : Yukon Hays
- Hal Wilson : Gaspar Le Sage
- Howard Crampton : Igloo
- Boris Karloff (non crédité)
- J. Morris Foster : Bruce Vane